# Trifolium cryptopodium
Trifolium cryptopodium là một loài thực vật có hoa trong họ Đậu. Loài này được A.Rich. miêu tả khoa học đầu tiên.